# Szent István tér (Makó)

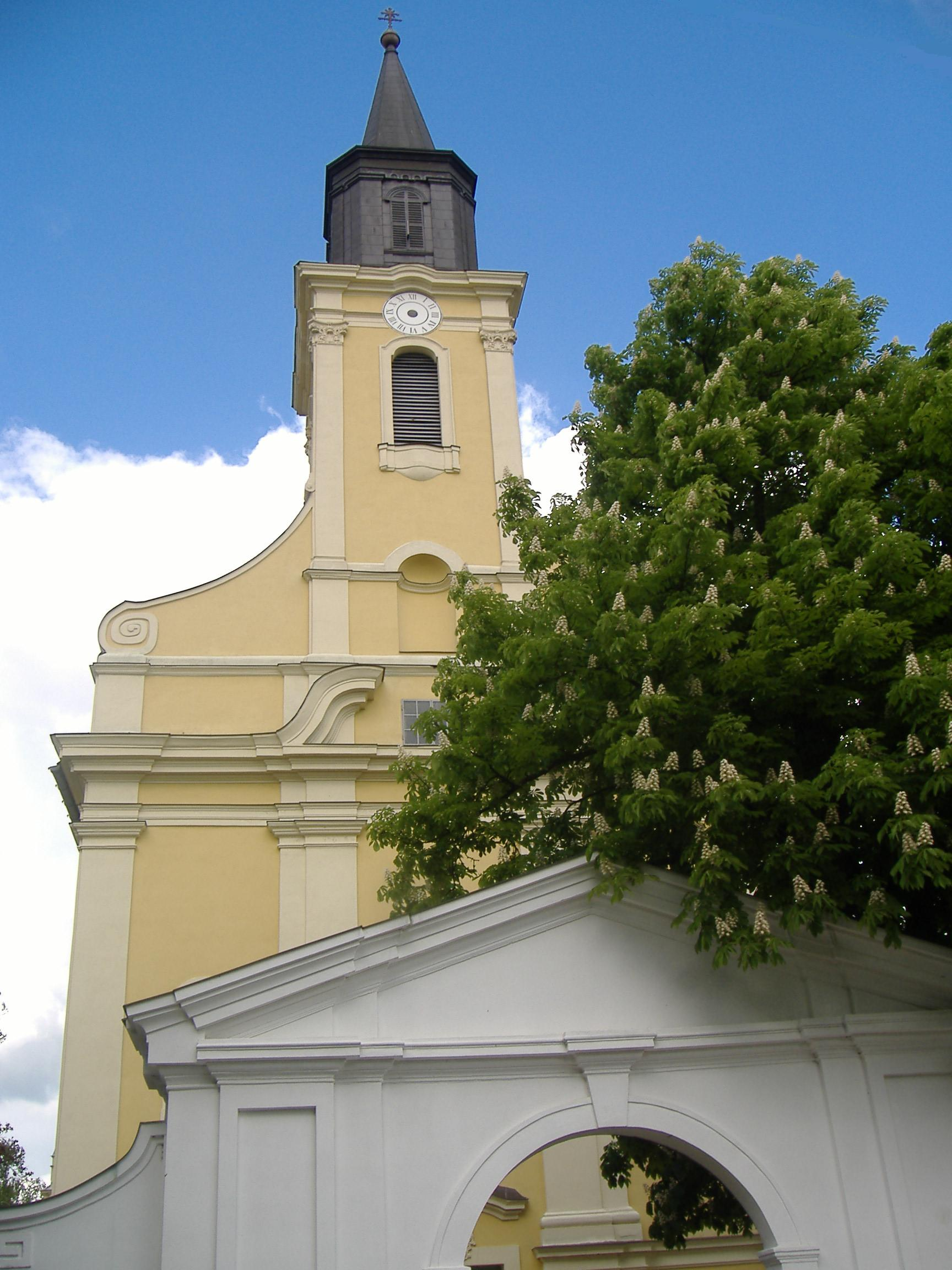
A Szent István-plébániatemplom

A makói Szent István tér a Városköpont szerves része, védett összefüggő zöldterület. A város lakóinak kedvelt pihenőhelye, de építészeti öröksége is figyelemreméltó: több műemlék és több modern kori épület található a közterületen.

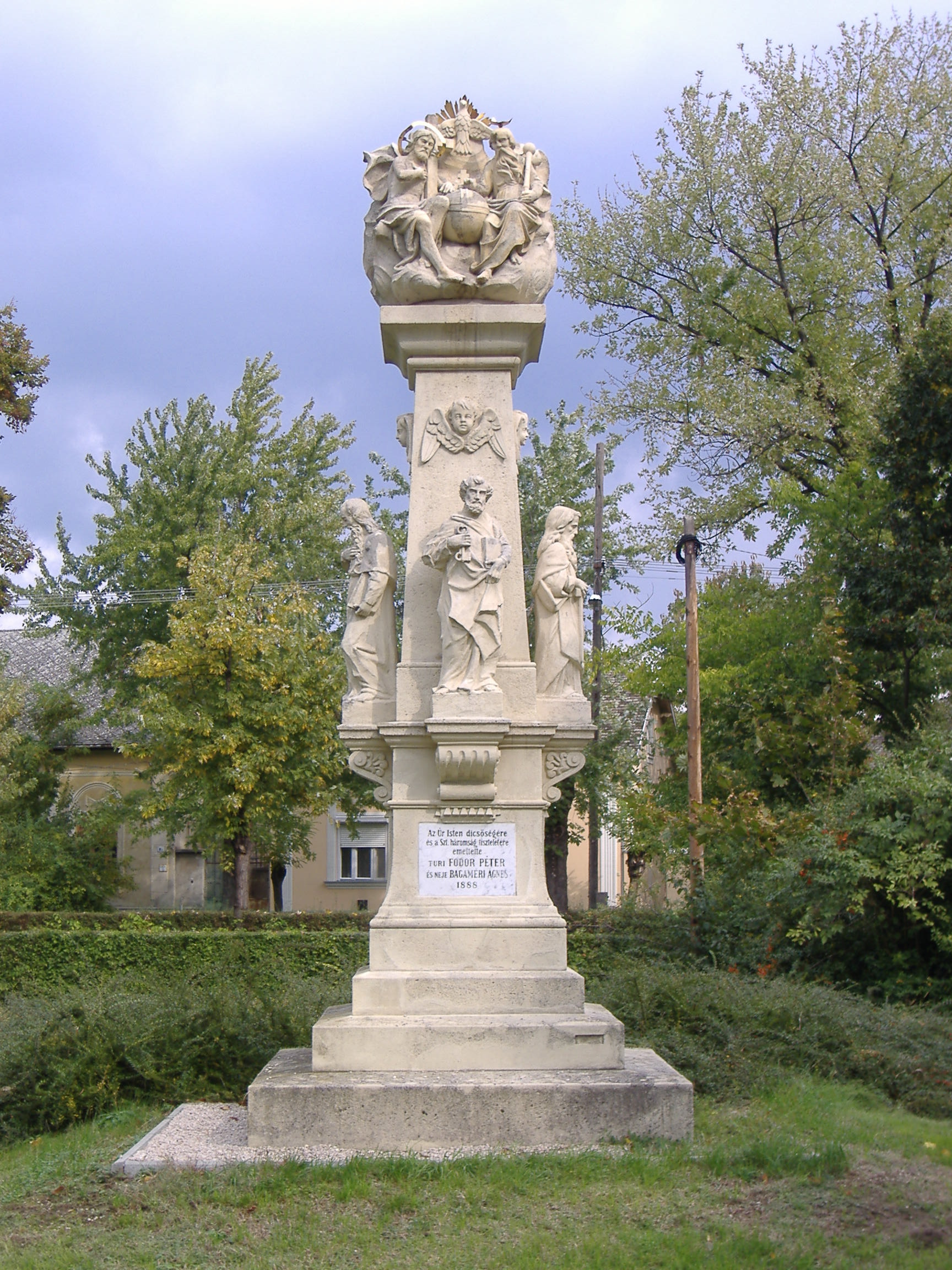
A Szentháromság-szobor

A tér az úgynevezett Buják, az egykori római katolikus városrész központja. Itt található a barokk stílusú Szent István-plébániatemplom, a Makói Esperesi Kerület plébániatemploma. Környezete műemléki védelmet élvez, törzsszáma a műemlékjegyzékben 9043. A templomudvarban található a helyiek által kőképnek nevezett Immaculata-szobor, amely kompozit oszlopon ábrázolja Szűz Máriát. A tér másik kiemelkedő látványossága Szent István Egyházi Általános Iskola és Gimnázium két épülete: az 1933-ban felavatott neobarokk stílusú katolikus fiúiskola, és az 1997-ben épült gimnáziumi épületszárny a hozzá tartozó tornateremmel. Az iskola közelében 2004-ben épült a Szent Gellért Diákotthon új, modern kollégium épülete.
A téren áll az 1888-ban emelt Szentháromság-szobor, és a Karsai Ildikó által tervezett, Szigeti Márton által kivitelezett ivókút, amely stílusában szervesen illeszkedik a tér építményeihez. A közterület jobb sarkában áll a Kelemen-ház szabadidőközpont; az épület helyén állt a katolikus kántorlak, ahol Kelemen László lakott 1806 és 1812 között.
A Szent István térből nyílik az Iskola utca, melynek - mára lebontott - szolgálati lakásban született Bíró Béla egyetemi professzor, művészettörténész. Az utca másik nevezetessége a 15. szám alatt áll egy napsugaras, előkertes gazdaház, amely tömeghatásában és megjelenésében tisztán őrzi a 19. század népi építészetének hagyományait.